# Ryszard Janikowski (ekonomista)
Ryszard Tadeusz Janikowski (ur. 3 kwietnia 1950, zm. 21 lipca 2020) – polski ekonomista, prof. dr hab..

## Życiorys
W 1974 ukończył studia w Politechnice Śląskiej, 12 lipca 1993 obronił pracę doktorską Wielokryterialny model decyzyjny jako narzędzie oceny wpływu działalności człowieka na środowisko, 20 marca 2000 habilitował się na podstawie pracy zatytułowanej Zarządzanie ekologiczne. 22 stycznia 2007 nadano mu tytuł profesora w zakresie nauk ekonomicznych. Został zatrudniony na stanowisku profesora w Wyższej Szkole Ekonomiczno-Humanistycznej w Bielsku-Białej, w Instytucie Ekologii Terenów Uprzemysłowionych, w Wyższej Szkole Bankowej we Wrocławiu, oraz w Instytucie Inżynierii Środowiska na Wydziale Inżynierii i Ochrony Środowiska Politechnice Częstochowskiej.
Był profesorem nadzwyczajnym w Instytucie Zarządzania i Inżynierii Produkcji Państwowej Wyższej Szkole Zawodowej im. Rotmistrza Witolda Pileckiego w Oświęcimiu, a także profesorem zwyczajnym na Wydziale Zarządzania Akademii Wojsk Lądowych imienia generała Tadeusza Kościuszki i Górnośląskiej Wyższej Szkole Handlowej im. Wojciecha Korfantego w Katowicach.
Był zatrudniony na stanowisku dziekana na Wydziale Zarządzania Górnośląskiej Wyższej Szkole Handlowej im. Wojciecha Korfantego w Katowicach, przewodniczącego rady naukowej w Instytucie Ekologii Terenów Uprzemysłowionych, członka Zespołu Kierunków Studiów Ekonomicznych Państwowej Komisji Akredytacyjnej i członka Komitetu Przestrzennego Zagospodarowania Kraju Polskiej Akademii Nauk.